# Gabriel Fauré
Gabriel Urbain Fauré (Pàmies, França, 12 de maig de 1845 - París, 4 de novembre de 1924) va ser un compositor, pedagog, organista i pianista francès. Fauré és considerat un dels compositors francesos més destacats de la seva generació i el seu estil musical va influir a molts compositors del segle xx. Entre les seves obres més conegudes destaquen la Pavana, el Rèquiem, els nocturns per a piano i les cançons Après un rêve i Clair de lune. Encara que les seves composicions més conegudes i accessibles per al gran públic són generalment les dels seus primers anys, Fauré va compondre gran part de les seves obres més apreciades pels crítics al final de la seva carrera, en un estil harmònicament i melòdicament més complex.
Va néixer en una família culta però sense particular afició musical, i va demostrar el seu talent per a la composició quan tot just era un nen. Va ser enviat a un col·legi de música a París, on es va formar per ser organista d'església i director de cor. Entre els seus mentors es trobava Camille Saint-Saëns, qui es va convertir en el seu amic de per vida. Després de graduar-se el 1865, Fauré es guanyava la vida de manera modesta com a organista i mestre, el que li deixava poc temps per compondre.
Quan va aconseguir l'èxit i va ocupar els importants càrrecs d'organista de l'església de la Madeleine i director del Conservatori de París, gairebé no tenia temps per compondre; durant les vacances d'estiu, es retirava al camp per dedicar-se a aquesta tasca. En els seus últims anys, Fauré va ser reconegut a França com el compositor francès més important de la seva època.
El 1922 se li va retre un homenatge musical nacional sense precedents a París, encapçalat pel llavors president Alexandre Millerand. Fauré tenia alguns admiradors a Anglaterra però la seva música, tot i que era coneguda en altres països, va trigar dècades a ser àmpliament acceptada.
El seu llegat ha estat descrit com l'enllaç entre el final de Romanticisme amb el Modernisme del segon quart del segle xx. Quan va néixer, Frédéric Chopin encara componia, i en el moment de la seva mort, s'escoltaven estils com el jazz i la música atonal de la Segona Escola de Viena. El Grove Dictionary of Music and Musicians, que el descriu com el compositor més avançat de la seva generació a França, indica que les seves innovacions harmòniques i melòdiques van influir en l'ensenyament de l'harmonia musical a generacions futures. Contrastant amb l'encant de les seves obres anteriors, les seves últimes composicions, escrites quan la seva sordesa era cada vegada més gran, són considerades difícils i de caràcter introvertit i, en altres ocasions, agitades i apassionades.

## Biografia
Fauré era fill de Toussaint-Honoré Fauré i de Marie-Antoinette-Hélène Lalène-Laprade. Als nou anys va deixar la casa familiar de Pàmies a l'Arieja i va traslladar-se a París per tal d'estudiar a l'Escola Niedermeyer, que aleshores formava els organistes per a l'Església i directors de cor. Va estudiar onze anys amb diversos mestres, entre els quals es trobava Camille Saint-Saëns, qui va introduir-lo en la música dels compositors contemporanis de l'època, com ara Robert Schumann o Franz Liszt.
El 1870, Fauré es va allistar en l'armada i va prendre part en els combats per tal d'alliberar París de l'assetjament durant la Guerra francoprussiana. Durant la Comuna de París, va estar a Rambouillet i a Suïssa, on va continuar les tasques docents a l'Escola Niedermeyer, que hi havia traslladat la seu. En tornar a París, l'octubre de 1871, va esdevenir organista titular de l'església de Saint-Sulpice, tot participant regularment al saló de Saint-Saëns i de Pauline Garcia-Viardot. Hi va conèixer els principals músics parisencs de l'època, amb els quals va constituir la Société Nationale de Musique.
El 1874, Fauré va deixar el treball a Saint-Sulpice i va reemplaçar Saint-Saëns, que sovint s'absentava, a l'església de la Madeleine. Quan aquest últim es va jubilar, el 1877, Fauré va esdevenir director del cor. En aquesta mateixa època, es va prometre amb Marianne Viardot, la filla de Pauline, però aquest compromís va ser trencat ben aviat per Marianne. Decebut, va viatjar a Weimar, on va conèixer Liszt, i a Colònia per assistir-hi a les produccions de L'Anell del Nibelung de Richard Wagner. Fauré admirava Wagner però és un dels pocs compositors de la seva època que no va caure sota la seva influència.

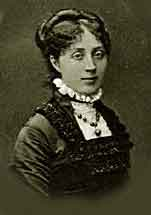
Marie Fremiet, esposa de Fauré

El 1883, Fauré es va casar amb Marie Fremiet, amb qui va tenir dos fills. Per fer front a les necessitats de la família, Fauré va continuar amb el seu treball a l'església de la Madeleine i va donar lliçons de piano i d'harmonia. Només en l'estiu gaudia de temps per a la composició, tasca que tampoc li reportava molts guanys. No obstant això, en aquesta època va compondre moltes obres importants, nombroses peces per a piano i cançons; però més tard les va destruir, conservant-ne només algunes parts que va reutilitzar en obres posteriors.

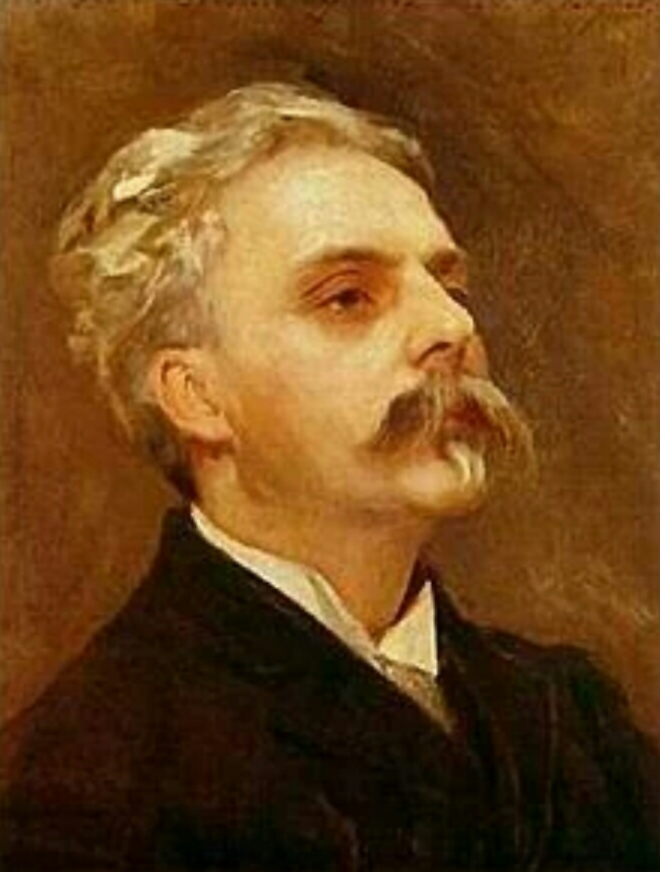
Gabriel Fauré l'any 1889

En els anys 1890, la sort li va somriure. Va viatjar a Venècia on va fer amics i va compondre nombroses obres. El 1892, va ser nomenat inspector dels conservatoris de província, el que va significar que no hauria de dedicar-se a ensenyar a músics afeccionats. El 1896, va ser nomenat organista titular de l'església de la Madeleine i va succeir a Jules Massenet com a professor de composició del Conservatori de París. Entre els seus alumnes, es van trobar músics de la talla de Amédée Reuchsel, Friedrich Niggli, Henry Février, Jean Poueigh, Gabriel Grovlez, Maurice Ravel, Lili Boulanger, Nadia Boulanger i el baríton estatunidenc Hermann Devriès.
Des de l'any 1903 al 1921, Fauré va ser crític musical de Le Figaro. El 1905 va succeir Théodore Dubois com a director del Conservatori de París, institució en la qual va introduir nombrosos canvis. La seva situació financera es va estabilitzar i el seu reconeixement com a compositor va créixer.
El 1909 va ser elegit membre de l'Institut de France, i va trencar amb la vella Société Nationale de Musique. Dissortadament l'oïda començava a fallar-li, i percebia de manera distorsionada les freqüències extremes, altes i baixes.
La seva responsabilitat al Conservatori, unida a la pèrdua de l'oïda, van fer que la seva producció com a compositor se'n ressentís. Durant la Primera Guerra Mundial, va romandre a França. El 1920, amb 75 anys, es va jubilar del Conservatori. El mateix any li va ser atorgada la Gran Creu de la Legió d'Honor, una distinció encara una mica estranya per a un músic. La seva salut era fràgil, en part a causa de l'addicció al tabac. Tot i això, va romandre informat de l'actualitat musical i de l'activitat dels joves creadors, en particular dels membres del Grup dels Sis.
Gabriel Fauré va morir de pneumònia a París el 1924. Va ser objecte de Funerals d'Estat a l'església de la Madeleine. Està soterrat al Cementeri de Passy, a París.

## Música

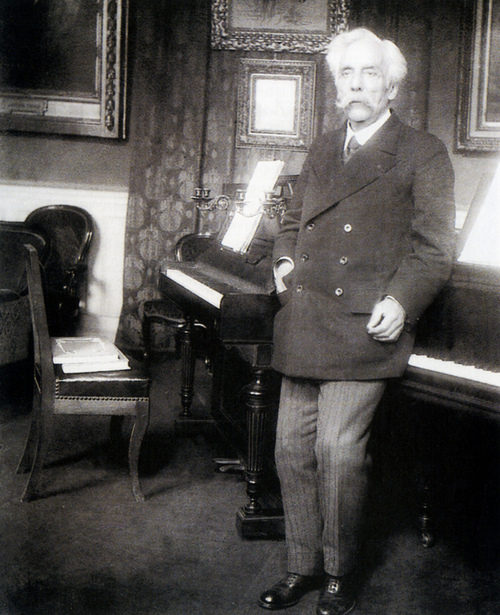
Gabriel Fauré retratat per Pierre Choumoff

Les obres de Fauré, de factura clàssica, es caracteritzen per la distinció de les melodies i per l'equilibri compositiu. Hom considera Gabriel Fauré com el mestre de la melodia francesa. Les seves obres van des del pur Classicisme -al principi de la seva carrera imitava l'estil de Haydn i Mendelssohn- al Romanticisme, per desembocar en una estètica del segle xx. La base és una profunda assimilació de les estructures harmòniques que havia après a l'Escola Niedermeyer, del seu professor Gustave Lefèvre (qui va escriure el 1889 un tractat d'harmonia). Aquest manual presenta una teoria de l'harmonia sensiblement diferent de la teoria clàssica de Jean-Philippe Rameau: els acords de setena i de novena no hi són considerats com a dissonants i la cinquena pot ser alterada sense canviar el mode. A més, la comprensió dels modes religiosos és perceptible en diversos passatges modals de les seves obres, en particular en les melodies.
En oposició amb el seu estil harmònic i melòdic, molt innovador a l'època, els subtils motius rítmics són repetitius, amb modulacions semblants a les que es poden trobar en la música de Brahms.
Les seves obres per a piano utilitzen arpegis i una melodia entremesclada entre les dues mans amb substitucions de digitacions, naturals per als organistes però de difícil interpretació per als pianistes.

## Obres

### Piano sol
- Una balada, op. 19
- Tretze barcaroles, op. 26, 41, 42, 44, 66, 70, 90, 96, 101, 104, 105/1-2, 116
- Un dolly sis peces per a piano a 4 mans, op. 56
- Huit peces brèves, op. 84
- Sis impromptus, op. 25, 31, 34, 86, 91, 102
- Una masurca, op. 32
- Tretze nocturns, op. 33/1-3, 36, 37, 63, 74, 84/8, 97, 99, 104, 107, 119
- Nou preludis, op. 103
- Tres Romances sans paroles, op. 17
- Quatre Valses-caprices, op. 30, 38, 59, 62
- Un Tema i variacions, op. 73

### Arpa sola
- Impromptu, op. 86
- Une châtelaine en sa tour, op. 110

### Música de cambra

#### Violí i piano
- Dues sonates per a violí i piano, op. 13, 108
- Andante, op. 75
- Berceuse, op. 16
- Romance, op. 28

#### Violoncel i piano
- Dues sonates per a violoncel i piano, op. 109, 117
- Elegia, op. 24
- Papillon, op. 77
- Romance, op. 69
- Sérénade, op. 98
- Siciliana, op. 78

#### Flauta i piano
- Fantaisie, op. 79

#### Instruments de corda i piano
- Un trio amb piano, op. 120
- Dos quartets amb piano, op. 15, 45
- Dos quintets amb piano, op. 89, 115

#### Corda
- Un quartet de corda, op. 121

### Veu i piano
- Melodies i cicles, op. 1, 2, 3, 4, 5, 6, 7, 8, 10, 18, 21, 23, 27, 35, 39, 43, 46, 51, 58, 61, 72, 76, 83, 85, 87, 92, 94, 95, 106, 113, 114, 118

### Cor
Religioses
- Ave Maria, op. 67 núm. 2
- Ave verum corpus, op. 65 núm. 1
- Cantique de Jean Racine, op. 11
- Ecce fidelis servus, op. 54
- O Salutaris, op. 47 núm. 1
- Maria, Mater Gratiae, op. 47 núm. 2
- Missa de Rèquiem en re menor, op. 48
- Salve Regina, op. 67 núm. 1
- Tantum ergo, op. 55
- Tantum ergo, op. 65 núm. 2

Profanes
- La Naissance de Vénus, op. 29
- Les Djinns, op. 12
- Le Ruisseau, op. 22

### Obres per a orquestra
- Masques et bergamesques, op. 112
- Caligula, op. 52
- Pavane, op. 50
- Pelléas et Mélisande, op. 80
- Shylock, op. 57
- Le voile du bonheur, op. 88
- Ballade per a piano i orquestra, op. 19 (afegit d'acompanyament d'orquestra a la versió original per a piano sol)
- Fantaisie en sol major per a piano i orquestra, op. 111
- Concert per a violí i orquestra, op. 14

### Òpera
- Pénélope, estrenada el 1919 per la soprano dramàtica francesa Germaine Lubin.
- Prométhée, op. 82